# Hermann Schwengel
Hermann Schwengel (* 24. Juli 1949 in Wehe, Westfalen; † 7. Dezember 2014 in Freiburg im Breisgau) war ein deutscher Soziologe und Hochschullehrer.

## Leben
Hermann Schwengel wurde im westfälischen Wehe bei Rahden geboren und legte im Mai 1969 am neusprachlichen Söderblom-Gymnasium in Espelkamp sein Abitur ab. Nach einem Studium der Philosophie, Politik und Pädagogik in Konstanz, Marburg und Zürich wurde Schwengel 1978 an der Philipps-Universität Marburg über die Revision der Gesellschaftstheorie von Marx promoviert. Anschließend war er Assistenzprofessor an der Freien Universität Berlin. Von 1985 bis 1986 forschte er an der City University of New York. 1987 wurde er mit einer Arbeit zu politischer und gesellschaftlicher Modernisierung in den Vereinigten Staaten habilitiert. Nach einem Forschungsaufenthalt an der Lancaster University kehrte er 1990 als Oberassistent an die FU Berlin zurück.
1994 folgte er dem Ruf auf die Professur für Soziologie an der Albert-Ludwigs-Universität Freiburg, die zuvor Heinrich Popitz innehatte. In Freiburg war er unter anderem Dekan der Philosophischen Fakultät und Prorektor für Forschung. Zuletzt leitete er zusammen mit Ulrich Bröckling und Nina Degele das Institut für Soziologie. Im September 2014 wurde Schwengel emeritiert. Wenig später verstarb er nach kurzer, schwerer Krankheit.
Schwengel war Mitglied der Grundwertekommission der Sozialdemokratischen Partei Deutschlands und des Kuratoriums des Instituts für Kulturpolitik der Kulturpolitischen Gesellschaft. Er war außerdem Mitherausgeber der Zeitschriften Ästhetik & Kommunikation und Theory, Culture & Society.

## Veröffentlichungen
- Jenseits der Ideologie des Zentrums. Eine strukturale Revision der Marx’schen Gesellschaftstheorie. Guttandin und Hoppe, Marburg/Lahn 1978, ISBN 3-922140-00-9 (Zugl.: Marburg, Univ., Diss., 1978).
- Der kleine Leviathan. Politische Zivilisation um 1900 und die amerikanische Dialektik von Modernisierung und Moderne. Athenäum, Frankfurt am Main 1988, ISBN 3-610-09717-5
- Herausgeber, mit Frithjof Hager: Wer inszeniert das Leben? Modelle zukünftiger Vergesellschaftung. Fischer, Frankfurt am Main 1996, ISBN 3-596-12958-3
- Globalisierung mit europäischem Gesicht. Der Kampf um die politische Form der Zukunft. Aufbau-Verlag, Berlin 1999, ISBN 3-351-02476-2
- mit Boike Rehbein: Theorien der Globalisierung. UVK, Konstanz 2008, ISBN 978-3-8252-3052-4